# Irolita
Irolita ist eine Gattung der Weichnasenrochen (Arhynchobatidae), die aus zwei Arten besteht, die endemisch an den Meeresküsten Australiens vorkommen. Sie leben auf Weichböden des äußeren Kontinentalschelfs und des oberen Kontinentalabhangs, in Tiefen von 50 bis 200 (Irolita waitii) bzw. 142 bis 209 Metern (Irolita westraliensis). Die Verbreitungsgebiete der zwei Arten überlappen sich nicht.

## Merkmale
Unter den australischen Rochen sind die zwei Irolita-Arten die einzigen die eine glatte, fast runde bis herzförmige Brustflossenscheibe haben. Der Kopf ist kurz, mit einem kleinen fleischigen Fortsatz an der Schnauzenspitze und großen Spritzlöchern hinter den Augen. Die Nasenlappen vor dem Maul sind zu einem zweilappigen Nasenvorhang verschmolzen. Die Kiefer sind leicht gebogen, wobei die Zähne des Oberkiefers freiliegen. Die Bezahnung der Geschlechter ist verschieden. Die Zähne ausgewachsener Männchen sind speerartig mit langen, scharfen Höckern, während die der Weibchen und Jungtiere plattenartig mit kurzen Höckern im hinteren Bereich der Zähne sind. Die Bauchflossen sind tief eingeschnitten, wobei der Vorderlappen mäßig lang und schlank und der hintere Lappen breit abgerundet ist. Der Schwanz ist schmal und verjüngt sich allmählich zu einer dünnen Spitze. Er trägt nahe dem Ende zwei kleine Rückenflossen. Die Schwanzflosse ist sehr klein. Bei den Männchen sind die Spitzen der Brustflossen bedornt und der Schwanz ist mit unregelmäßigen Reihen kleiner, zurückgebogener Dornen bedeckt.

## Systematik
Die Gattung Irolita wurde 1931 durch den australischen Meeresbiologen Gilbert Percy Whitley eingeführt. Zusammen mit den Gattungen Arhynchobatis, Psammobatis und Sympterygia bildet Irolita die Tribus Arhynchobatini innerhalb der Familie der Weichnasenrochen (Arhynchobatidae).

## Arten
Es gibt zwei Arten:
- Irolita waitii McCulloch, 1911
- Irolita westraliensis Last & Gledhill, 2008